# Казанский Таволжанский монастырь
Таволжанский Казанский монастырь — православный женский монастырь в селе Таволжанка, бывшее имение генерал-лейтенанта Вохина, Грибановского района, Воронежской области в России. На момент основания монастыря село относилось к Новохопёрскому уезду. В настоящее время не действует.

## История
Таволжанский Казанский нештатный общежительный женский монастырь, при селе Таволжанка, близ реки Таволжанки, в 18 верстах от Раевской станции юго-восточной железной дороги, в 25 верстах от уездного города Новохопёрск. Основан в 1881 году на средства священника В. А. Голубева, пожертвовавшего 600 десятин земли, в виде женской общины. Открыт в 1884 году под именем монастыря. Храмов имеется два. 1).Тёплый во имя Святой Троицы с приделами в честь Введения во храм Пресвятой Богородицы и во имя священномученика Василия, епископа Херсонского. Построен в 1885 году. 2). В честь Казанской иконы Божией матери с приделами во имя всех Святых и во имя Святого князя Владимира и княгини Ольги, (построен в 1900 году). Имеется также церковно- приходская школа, богадельня для престарелых женщин, приют для девочек сирот духовного звания и странноприимный дом. Игуменья. Монахинь 11, прислужниц рясоформных 48, неприукаженных 56 и проживающих на испытании 90.
В Тамбовской губернии, Борисоглебском уезде в селе Костине Отдельце, с 1832 года служил священником Василий Андреевич Голубев. Одинокий, вдовец, он трудолюбием, экономией и удачными хозяйственными оборотами успел скопить значительные средства. С юных лет, по его же словам, горел желанием облегчить бедственное положение малолетних сирот, девиц духовного звания и дать приют, тем благочестивым лицам женского пола, которые, избегая мирской суеты, ищут спасение в тиши монастырского общежития. Задумал, по достижении преклонного возраста основать иноческую женскую обитель. С этой целью он приобрёл у вдовы генерал-лейтенанта Н. С. Вохиной, в Новохопёрском уезде, близ села Таволжанка имение в 736 десятин с усадьбой, где в 1869 году была построена владелицей, каменная домовая Казанская церковь, приписанная к приходской церкви села Васильевка. В 1881 году священник Голубев обратился к Архиепископу Воронежскому Серафиму, с прошением, в котором заявил, что из приобретённых им земель с усадьбою, церковью и постройками, садом и лесом, жертвует под устройство женского общежительного монастыря, под названием Казанский. При монастыре должен быть приют для сирот, не менее чем на 10 лиц, содержащихся на средства монастыря. Так, как в купленном им имении, в расположенных вокруг церкви помещениях, уже располагаются 20 лиц женского пола, желающих проводить благочестивую иноческую жизнь, просил допустить кого-либо из заштатных священников, для отправления церковного Богослужения. А также назначить для попечения о строительстве, известную ему монахиню Тамбовского Вознесенского монастыря, Марию. При проверке заявленных священником Голубевым сведений, епархиальным начальством было отмечено, что все постройки в жертвуемом имении, прочны и вполне соответствуют предполагаемому для них назначению. Для приюта имеется недавно отстроенный каменный дом на два этажа. Нижний этаж его предлагается определить в качестве жилого помещения, для девочек сирот, а во втором устроить более обширную церковь. Ежегодный доход монастыря определяется в среднем около 5 тысяч рублей. В следующем 1882 году, была построена и освящена церковь на средства попечительницы Марии и священника Голубева, о двух престолах. Один в честь Святой Троицы, второй в честь священномученика Василия Херсонского . Священником к церкви был назначен заштатный из Тамбовской Епархии, некто Фёдор Перовский. Строительницей, утверждена в том же 1881 году, вышеупомянутая монахиня Мария, давшая на то своё согласие. 20 апреля 1884 года из Священного Синода последовал разрешительный указ на учреждение в Новохопёрском уезде, Воронежской епархии, при деревне Таволжанка, женского общежительного Казанского монастыря. С приютом при нём для девиц сирот духовного звания и с тем, что число инокинь в монастыре этом и число призреваемых в приюте было таким, которое община сможет содержать на свои средства. А 9 марта 1885 года по докладу обер-прокурора Священного Синода, «Государь Император, Высочайше соизволил на укрепление за означенным монастырём 600 десятин земли, с постройками при деревне Таволжанка, жертвуемых в собственность его священником Василием Голубевым». Первой настоятельницей Казанского монастыря назначена в 1884 году, упомянутая выше монахиня Мария. По происхождению она является, дочерью священника Тамбовской губернии, в мире Прасковья Михайловна Соловьёва. В 1854 году поступила в Тамбовский Вознесенский монастырь. В монашество пострижена в 1877 году. Некоторое время занимала должность начальницы Тамбовского епархиального женского училища и начальницы Троекуровской женской общины. 21 ноября 1884 года, согласно разрешению Священного Синода, произведена в сан игуменьи. В 1887 году, по ходатайству игуменьи Марии, разрешено строить новый храм в монастыре, каменный, предполагается к освящению в 1901 году. В то время в Казанском Таволжанском женском монастыре числилось: монахинь 14, послушниц 43 приукаженных и 135 живущих на испытании, всего 192.

## Святыни Таволжанского Казанского монастыря
В Таволжанском Казанском женском общежительном монастыре, основанном как женская община в 1881 году, (открытом Указом Священного Синода 20 апреля 1884 года), близ деревни Таволжанка в Новохопёрском уезде Воронежской губернии, находился весьма чтимый список иконы Божией Матери, именуемой «Отрада», или «Утешение», принадлежащий к числу местночтимых икон. Список написан на Афоне в 1879 году в одной из русских обителей — Благовещения Пресвятой Богородицы. Список написан настоятелем кельи, афонским старцем иеромонахом Серафимом (Титовым), уроженцем города Борисоглебск Тамбовской губернии (впоследствии игуменом и основателем Свято-Александро-Афонской Зеленчукской пустыни на Северном Кавказе). 

## Закрытие монастыря
События 1917 года внесли свои негативные изменения и в духовную жизнь женской обители. С 1922 года монастыри стали считаться трудовыми общинами, началась конфискация церковных земель и имущества. В январе 1929 года Таволжанский Казанский женский монастырь, был закрыт советской властью под предлогом того, что «в Таволжанской женской общине не применяется трудовой строй и сохранены все монастырские устои и порядки». К моменту закрытия монастырь имел 2 храма, кладбищенскую церковь, церковно-приходскую школу, богадельню, приют, странноприимный дом, ветряную мельницу, ледник, хозяйственные постройки, фруктовый сад и пр. Насчитывал насельниц 151,(в том числе 2 игуменьи, одна из которых- на покое). И двух священнослужителей.
Незадолго до закрытия монастыря его игуменья Аполлинария с сёстрами обители, предупреждённые о предстоящей конфискации церковного имущества, сумели вывезти некоторые монастырские святыни, в том числе и чудотворную Ватопедскую икону, ценное имущество, библиотеку, документацию, предотвратив полное разграбление монастыря.
Спасая чудотворную Ватопедскую икону от поругания, монахини Таисия, Маврикия, Пелагея, Анастасия, Феврония и другие, вынесли её на руках, передвигаясь тайно, полями, укрываясь в близлежащих лесах и кельях верующих. Во время перенесения иконы в село Карачан произошло множество исцелений верующих, прикладывавшихся к святой иконе с верою и благоговением. После закрытия монастыря, часть монахинь, перебралась в город Борисоглебск и сосредоточилась при храме Знамения Пресвятой Богородицы, а часть монахинь с игуменьей Аполлинарией — в село Средний Карачан Грибановского района Воронежской области и собралась при храме Архангела Божия Михаила. С 1930 года по 1943 год Ватопедская Таволжанская икона тайно пребывала в келье схиигуменьи Аполлинарии в селе Средний Карачан. В 1943 году святая икона передана инокинями в Знаменский храм города Борисоглебск, едва ли не единственном в округе и ближайших районах храм, где совершались богослужения. С этого времени и теперь, Ватопедская икона Божией Матери «Отрада», или «Утешение» пребывает в Знаменском храме города.

## Настоятельницы
С момента основания игуменья Мария. С 1906 года игуменья Аполлинария. Некоторое время, (с 1906 года), монастырь управлялся обеими настоятельницами одновременно, с приоритетом игуменьи Аполлинарии, (игуменья Мария официально числилась на отдыхе).